# Nambroca
Nambroca – gmina w Hiszpanii, w prowincji Toledo, w Kastylii-La Mancha, o powierzchni 82,02 km². W 2011 roku gmina liczyła 4298 mieszkańców.